# Mohamed al-Houti
Mohamed Abdullah Salim al-Houti (arabisch محمد عبد الله سالم الحوطي, DMG Muḥammad ʿAbd Allāh Sālim al-Ḥūṭī; geb. 8. September 1972) ist ein ehemaliger omanischer Sprinter. Er ist auf den 200-Meter-Lauf spezialisiert. Er trat bei den Olympischen Spielen 1996 in Atlanta und Olympischen Spielen 2000 in Sydney an.

## Sportliche Laufbahn
In den Wettbewerben 200 Meter schied er jeweils in den Vorläufen aus und auch im Team mit den Kameraden Hamoud Abdallah al-Dalhami, Mohamed Said al-Maskary und Jahad Abdullah al-Sheikh bei der 4-mal-100-Meter-Staffel erreichten sie nur Platz 28.
Bei den Asienspielen 1998 in Bangkok lief er mit seinen Teamkameraden Ahmed Al-Moamari, Hamoud Abdallah al-Dalhami und Jahad al-Sheikh in der 4-mal-100-Meter-Staffel auf Rang drei und gewann die Bronzemedaille.